# Walking on Sunshine (Rockers Revenge)
Walking on Sunshine è un singolo dei Rockers Revenge di Arthur Baker. Trattasi di una cover dell'omonimo brano di Eddy Grant cantata da Donnie Calvin.

## Accoglienza
Pur non riuscendo a inserirsi nella Billboard Hot 100, la traccia dei Rockers Revenge rimase in prima posizione nella Dance Club Songs per una settimana. Si posizionò anche alla sessantatreesima postazione della Hot Black Singles, alla quarta della UK Singles Chart, e si inserì nelle top 30 del Belgio, dei Paesi Bassi e della Nuova Zelanda.

## Tracce

### 12"
1. Walking on Sunshine ‘82 – 9:30
2. Acappella Sunshine – 4:30
3. Rockin’ on Sunshine – 10:30
4. Walking on Sunshine ‘82 – 4:30

### 12" maxi
1. Walkin' on Sunshine – 9:30
2. Walkin' on Sunshine – 4:35
3. Acapella Sunshine – 3:00

### 7"
1. Walkin' on Sunshine – 4:05
2. Dubbin' on Sunshine (Instrumental) – 2:38

## Formazione
- Fred Zarr – basso, tastiere
- Donnie Calvin – voce
- Bashiri Johnson – percussioni
- Jellybean Benitez – missaggio
- Arthur Baker – missaggio